# 眼柄
眼柄（がんぺい）は頭部と離れた複眼を持つ動物（甲殻類及び昆虫類）の複眼と頭部、或は腹足綱柄眼目やサメなどの目と頭部を繋ぐ組織である。
特に甲殻類は眼柄中にサイナス腺とX器官を持つことが確認され、眼柄切除などによりサイナス腺ホルモンの働きが解明されてきた。またヤドカリ類の眼柄は体色と同様にカラフルな場合がある。眼柄と触角は相同器官とされ、稀に入れ替わる場合もある。
柄眼目では触角の先に目を持ち眼柄は触角でもある。

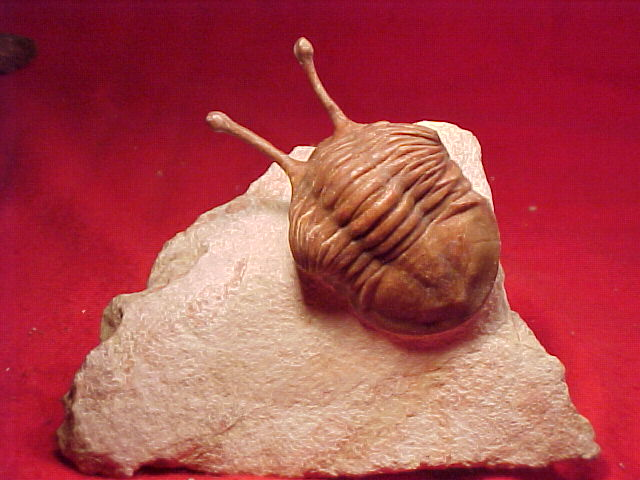
眼柄を持つ三葉虫の一種Asaphus kowalewskii
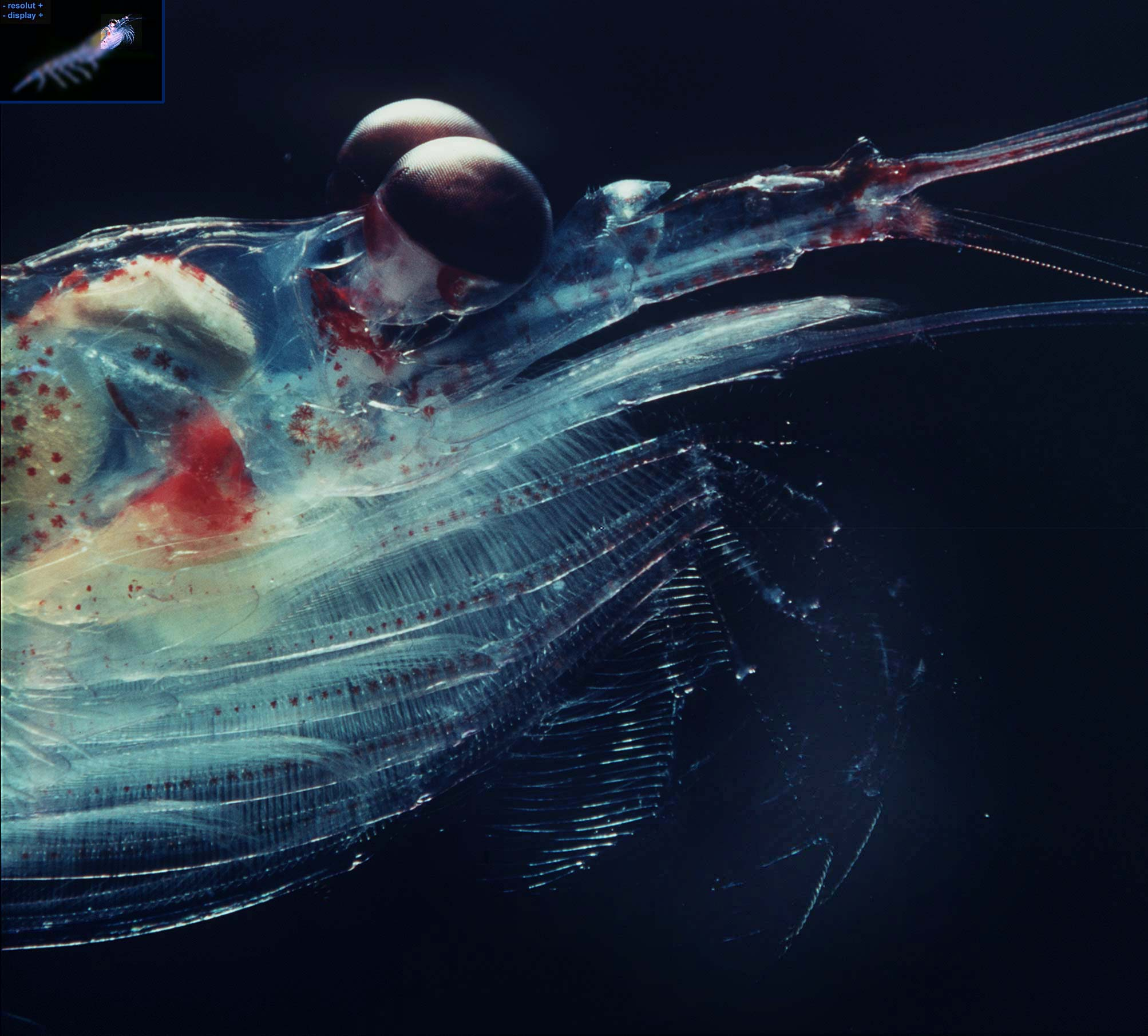
オキアミの眼柄